# Хиндо, Афанасий Павел
Афанасий Павел Хиндо (24.01.1900 г., Ирак — 14.08.1953 г., Багдад, Ирак) — архиепископ багдадский Сирийской католической церкви с 5 августа 1949 год по 14 августа 1953 года.

## Биография
Афанасий Павел Хиндо родился 24 января 1900 года в Ираке.
31 марта 1923 года Афанасий Павел Хиндо был рукоположён в священника.
18 января 1949 года Римский папа Пий XII назначил Афанасия Павла Хиндо вспомогательным епископом антиохийской епархии и титулярным епископом Аретузы Сирийской. 5 августа 1949 года Святейший Синод Сирийской католической церкви выбрал Афанасия Павла Хиндо архиепископом Багдада. 2 октября 1949 года Афанасий Павел Хиндо был рукоположён в епископа.
Умер 14 августа 1953 года.